# Premi e riconoscimenti di Gael García Bernal

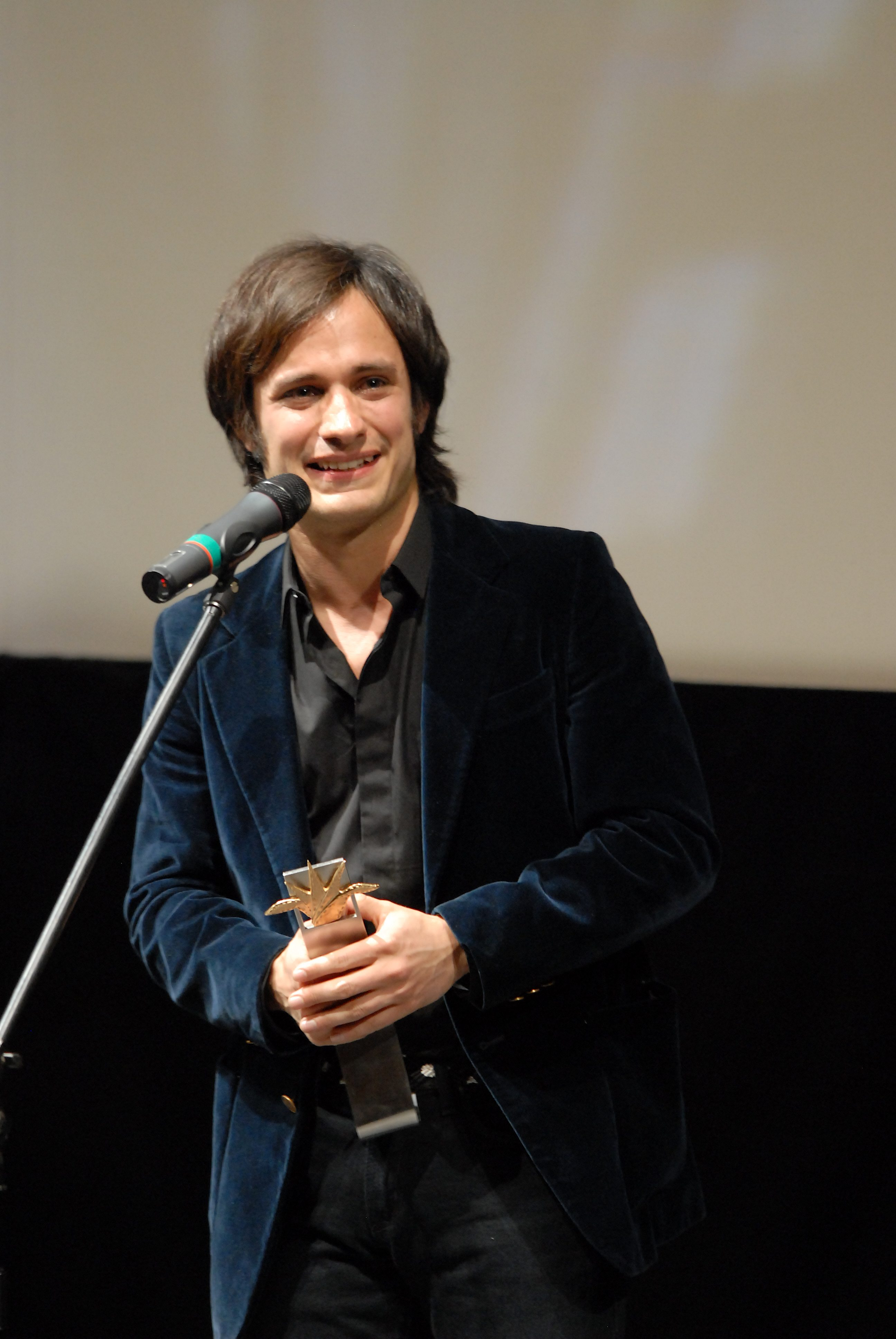
García Bernal nel 2009 riceve il Mayahuel de Plata al Festival internazionale del cinema di Guadalajara

Questa è una lista dei premi e dei riconoscimenti ricevuti da Gael García Bernal.

## Premi cinematografici e televisivi
- Golden Globe
  - 2016 – Miglior attore in una serie commedia o musicale per Mozart in the Jungle
  - 2017 – Candidatura al miglior attore in una serie commedia o musicale per Mozart in the Jungle
- Mostra internazionale d'arte cinematografica di Venezia
  - 2001 – Premio Marcello Mastroianni per Y tu mamá también (condiviso con Diego Luna)
- Festival di Cannes
  - 2003 – Trofeo Chopard
  - 2007 – Candidatura al premio Caméra d'or per Déficit
- Premio BAFTA
  - 2005 – Candidatura al miglior attore protagonista per I diari della motocicletta
  - 2006 – Candidatura alla miglior stella emergente
- Premio ACE
  - 2000 – Miglior attore protagonista per Amores Perros
  - 2005 – Miglior attore protagonista per I diari della motocicletta
  - 2011 – Miglior attore non protagonista per También la lluvia
- Imagen Awards
  - 2000 – Candidatura al miglior attore non protagonista per Babel
  - 2015 – Miglior attore televisivo per Mozart in the Jungle
  - 2016 – Miglior attore televisivo per Mozart in the Jungle
- Premio Ariel
  - 2000 – Migliore attore protagonista per Amores perros
  - 2017 – Candidatura al migliore attore protagonista per Me estás matando, Susana[1]
- Festival internazionale del cinema di Valdivia
  - 2001 – Miglior attore protagonista per Y tu mamá también (condiviso con Diego Luna)
  - 2004 – Miglior attore protagonista per La mala educación
- Premio Chlotrudis
  - 2002 – Candidatura al miglior attore protagonista per Y tu mamá también
  - 2005 – Miglior attore protagonista per La mala educación
  - 2007 – Candidatura al miglior attore protagonista per L'arte del sogno
  - 2014 – Candidatura al miglior attore protagonista per No - I giorni dell'arcobaleno
- Cinema Writers Circle Awards
  - 2002 – Candidatura al miglior attore non protagonista per Nessuna notizia da Dio
  - 2005 – Candidatura al miglior attore protagonista per La mala educación
- MTV Movie Awards America Latina 
  - 2002 –  Miglior insulto per Y tu mamá también (condiviso con Diego Luna)
  - 2002 – Candidatura al miglior bacio per Y tu mamá también (condivisa con Diego Luna)
  - 2002 – Candidatura al miglior bacio per Y tu mamá también (condivisa con Maribel Verdú)
- MTV Movie Awards Messico
  - 2003 – Attore preferito dal pubblico per Il crimine di padre Amaro
  - 2003 – Candidatura alla scena più sexy per Il crimine di padre Amaro (condivisa con Ana Claudia Talancón)
- SESC Film Festival
  - 2005 – Premio del pubblico al miglior attore straniero per I diari della motocicletta e La mala educación
  - 2005 – Premio della critica al miglior attore straniero per I diari della motocicletta e La mala educación
  - 2008 – Premio del pubblico al miglior attore straniero per Il passato
- Palm Springs International Film Festival
  - 2007 – Miglior cast corale per Babel
  - 2017 – Premio FIPRESCI al migliore attore per Neruda[2]
- Russian National Movie Awards
  - 2005 – Candidatura al miglior attore straniero per La mala educación
  - 2014 – Candidatura al miglior attore straniero del decennio[3]

2000–2009
- 2000 – Chicago International Film Festival – Silver Hugo al migliore attore protagonista per Amores perros (condiviso con Emilio Echevarría)
- 2002 – Premio Goya – Candidatura al miglior attore non protagonista per Nessuna notizia da Dio
- 2003 – Chicago Film Critics Association – Candidatura al miglior attore esordiente per Y tu mamá también e Il crimine di padre Amaro
- 2003 – Mexican Cinema Journalists – Miglior attore protagonista per Il crimine di padre Amaro
- 2004 – Fort Lauderdale International Film Festival – Miglior attore protagonista per La mala educación (condiviso con Fele Martínez)
- 2005 – Satellite Award – Candidatura al miglior attore protagonista per I diari della motocicletta
- 2005 – Spanish Actors Union – Candidatura al miglior attore protagonista per La mala educación
- 2005 – Glitter Awards – Miglior attore protagonista per La mala educación
- 2005 – Premio YoGa – Peggiore "attrice" spagnola per La mala educación
- 2006 – Awards Circuit Community Awards – Candidatura al miglior cast corale per Babel
- 2006 – San Diego Film Critics Society Awards – Miglior cast corale per Babel
- 2007 – Screen Actors Guild Award – Candidatura al miglior cast corale per Babel
- 2007 – Critics' Choice Awards – Miglior cast corale per Babel
- 2007 – Gotham Independent Film Awards – Miglior cast corale per Babel
- 2007 – Gold Derby Awards – Miglior cast corale per Babel
- 2007 – Premio ALMA – Miglior attore non protagonista per Babel
- 2008 – Cines del Sur – Candidatura al premio Alhambra de Oro per Déficit
- 2008 – Provincetown International Film Festival – Excellence in Acting
- 2009 – Festival internazionale del cinema di Guadalajara – Premio Mayahuel de Plata[4]
- 2009 – Grande Prêmio Cinema Brasil – Candidatura al miglior attore non protagonista per Blindness - Cecità
- 2009 – Vancouver Film Critics Circle – Candidatura al miglior attore non protagonista in un film canadese per Blindness - Cecità

2010–2018
- 2010 – Premio Juventud – Candidatura al premio ¡Qué Actorazo! per Rudo y Cursi
- 2012 – Festival del film Locarno – Excellence Award
- 2012 – Festival internazionale del cinema di Abu Dhabi – Miglior attore protagonista per No - I giorni dell'arcobaleno
- 2013 – Dublin International Film Festival – Candidatura al miglior attore protagonista per No - I giorni dell'arcobaleno
- 2013 – Unasur Cine International Film Festival, Argentina – Miglior attore protagonista per No - I giorni dell'arcobaleno
- 2013 – Cork International Film Festival – Premio del pubblico al miglior film per Chi è Dayani Cristal? (condiviso con Marc Silver)
- 2014 – Festival del cinema di Sarajevo – Honorary Heart of Sarajevo[5]
- 2016 – Tribeca Film Festival – Candidatura al miglior film per Madly
- 2016 – Premio Fénix – Candidatura al miglior attore per Neruda
- 2016 – Festival internazionale del cinema di San Sebastián – Jaeger-LeCoultre Award[6]
- 2016 – Biografilm Festival – Celebration of Lives Award[7]
- 2017 – Diosas de Plata – Candidatura al miglior attore per Desierto[8]
- 2017 – Pantalla de Cristal Film Festival – Miglior attore protagonista per Me estás matando, Susana[9]
- 2017 – Washington D.C. Area Film Critics Association – Candidatura alla miglior performance vocale per Coco[10]
- 2018 – Online Film & Television Association – Candidatura alla miglior performance vocale per Coco[11]

## Premi culturali
- Premio WOLA
  - 2011 – Human Rights Award[12]
- Hispanic Heritage Awards
  - 2017 – Premio Vision[13]

## Riviste
- 2004 – People – People's sexiest import[14]
- 2004 – GQ – GQ's men of the year
- 2009 – Empire – 50 sexiest male movie stars (31°)[15]
- 2016 – Time – The 100 most influential people[16]